# راینهارد سافتیگ
راینهارد سافتیگ (زاده ۲۳ ژانویه ۱۹۵۲ در اوئرسفلد) فوتبالیست و مربی بازنشسته اهل آلمان است.
سافتیگ در دوران مربیگری خود در تیم‌های بایرن مونیخ، ماینتس، بوخوم، بروسیا دورتموند، بایر لورکوزن و هانوفر خدمت کرده‌است.